# 灰野庄平
灰野 庄平（はいの しょうへい、1887年4月14日 - 1931年4月26日）は、日本の劇作家、演劇研究家。
新潟県刈羽郡中通村生まれ。1908年第二高等学校卒業、1912年東京帝国大学文学部哲学科卒業。在学中から演劇・詩・翻訳を発表。小山内薫の自由劇場に参加、卒業後丸見屋商店に入社、演劇研究を行う。1914年三木露風・増野三良・柳沢健と雑誌『未來』を創刊。1931年、急性肺炎のため死去。

## 著書
- 秦の始皇 新潮社 1922 (現代脚本叢書)
- 未知国への憧憬 玄文社詩歌部 1922
- 大日本演劇史 第一書房 1932

## 翻訳
- 私の犬 マウリス・マアテルリンク 玄文社 1920
- 近代劇大系 第10巻 仏及南欧篇 タンタジールの死（メエテルリンク） 近代劇大系刊行会 1924
- 近代劇全集 第26巻 愛蘭土篇 秘蔵つ子（ロビンソン） 胡弓引の家（コラム） 第一書房 1930
- 近代劇全集 第42巻 ユーリシーズ（フィリップス） 罰（ロージアース） 第一書房 1930